# Campanya de Tamerlà a l'Azerbaidjan
La campanya de Tamerlà a l'Azerbaidjan del 1386 foren una sèrie d'operacions militars fetes per Tamerlà i el seu exèrcit a l'Azerbaidjan, Nakhtxivan, Karabagh i Armènia per imposar el seu domini a la regió.
Arribat a Nihawand procedent del Lur-i Kučik, Tamerla va tenir notícies de que Ahmad ibn Uways, el sultà jalayírida, havia sortit de Bagdad i anava cap a Tabriz per defensar aquesta ciutat de nous atacs. Va iniciar una marxa ràpida cap a Tabriz, deixant part de l'exèrcit a Nihawand sota Xaikh Ali Bahadur. Però no calia córrer perquè Ahmad, que havia arribat a Tabriz, quan va saber que Timur es dirigia a la ciutat, la va abandonar i va retornar a Bagdad. Timur va enviar a l'emir Saif al-Din Barles amb tropes que van atrapar a Ahmad, i aquest va abandonar tot l'equipatge i menjar per poder fugir; els perseguidors es van aturar a saquejar l'equipatge i Ahmad va poder fugir. Mentre, Ilies Khoja (fill de Xaikh Ali Bahadur) que venia de Nakhtxivan amb un nombre reduït de tropes, va trobar altre cop a Ahmad al que ja s'havien unit un bon nombre de soldats, i es va produir un combat entre les dues parts en el qual Ilies Khoja va resultar ferit i va caure malament del cavall; això va permetre a Ahmad escapar una vegada mes. Ilies Khoja va estar greu però finalment es va recuperar però va quedar coix.
Nakhtxivan va quedar en mans dels timúrides i s'hi van produir algunes destrosses i incendis. Un d'ells fou ocasionat per Komari Inak, que per una querella personal va incendiar el palau de Zia al-Mulk i 15 persones van morir a causa del fum de la palla que es va utilitzar per encendre el lloc.
Sense líder, Tabriz no tenia altre opció que rendir-se; els notables, amirs i caps religiosos van acudir a Timur i van suplicar per les seves vides. Tabriz no oferiria cap resistència i fou respectada (després del saqueig de l'any anterior per Toktamix ja poca cosa quedaria). Va entrar a Tabriz sense perdre ni un sol home. La ciutat va haver de pagar un elevat rescat.
Durant tot l'estiu Timur va romandre a l'Azerbaidjan on els líders locals un per un van anar a retre-li homenatge. Els millors artesans, artistes, matemàtics i científics van ser enviats a l'est, unint-se a col·legues de les terres capturades abans, per adornar la creixent capital de Samarcanda. Tal va ser la importància de Tabriz dins dels seus dominis en expansió que el seu govern es va conferir a Muhammad Sultan, el jove fill del difunt Jahangir, l'estimat primogènit de Timur que havia mort una dècada abans. Per una vegada una ciutat conquerida, es va aixecar i va començar a prosperar com resulta de la descripció de Clavijo 18 anys després. Es segur que quan una ciutat era arrasada en la major part dels casos una part de l'exèrcit es quedava després per reconstruir els sistemes de reg, l'agricultura i el sistema econòmica per minimitzar les pèrdues fiscals per l'estat que poguessin causar les destruccions. Timur necessitava recaptar per pagar als soldats. En aquest cas a Tabriz no hi va haver destrucció i si es va haver de refer l'economia fou per l'anterior saqueig de Toktamix. A mes l'Alcorà estableix que la reconstrucció de les ciutats destruïdes és una de les millor i mes glorioses accions que pot fer un príncep governant.
Una vegada sotmès tot l'Azerbaidjan, Timur va acampar a Shanab Ghazan. Els principals amirs i notables timúrides van acordar allí la suma que hauria de pagar Tabriz per poder evitar la destrucció de la ciutat i la mort dels seus habitants. La cort i l'exèrcit va restar a l'Azerbaidjan durant tot l'estiu. L'amir Sariq Adel, acusat de malversació de les quantitats recaptades a Tabriz, fou executat (se’l va tirar de dalt d'una muralla) i la seva casa fou saquejada.
Mahmud Kalkali va arrestar a Amir Wali a la comarca de Kalkal (al sud d'Arbela) i el va entregar a Komari Inak que el va matar i va portar el cap a Timur.
Fou all inici de la tardor quan Muhammad Sultan fou nomenat governador de Tabriz; l'exèrcit es va desplaçar cap a Marand (a la muntanya Dez), passant el riu Araxes (Urus) pel pont Zia al-Mulk i acampant a la riba del riu; i la cort es va desplaçar a Nakhitxevan. Al cap de poc l'exèrcit va desacampar i es va dirigir cap a la fortalesa de Korni, que fou presa d'assalt; el governador Shaikh Hasan fou enviat encadenat a Timur. Es van dirigir després a Sumurlu, a la riba de l'Araxes que igualment fou presa per assalt, i el cap turcman de la regió fou fet presoner i també enviat a Timur. D'allí l'exèrcit va anar cap a Kars, considerada impossible d'ocupar, governada pel turcman Pisuz Bek (Firuz Bakht) vassall dels kara koyunlu. La fortalesa fou assaltada per tots quatre costats i després d'una dura lluita fou conquerida. Pizus Bek es va rendir i la fortalesa fou arrasada.